# Skalistyj
Skalistyj (ros. Скалистый) – osiedle w Rosji, w obwodzie czelabińskim, w rejonie troickim. W 2021 liczyło 484 mieszkańców.